# Дзингай, Брайан
Брайан Дзингай — зимбабвийский спринтер.
На международной арене дебютировал в 2003 году на чемпионате мира в Париже. Принял участие в Олимпийских играх 2004 года, где на дистанции 200 метров смог дойти лишь до четвертьфинала. 2006 году, когда занял 6-е место на чемпионате Африки в беге на 200 метров. В 2007 году выиграл бронзовую медаль в эстафете 4×100 метров на всеафриканских играх.
На Олимпиаде в Пекине бежал дистанцию 200 метров. В финальном забеге занял почётное 4-е место с результатом 20,22. Среди таких мировых звёзд как Усэйн Болт, Шон Кроуфорд и Уолтер Дикс, попадание в призёры было практически невозможным.
Был знаменосцем сборной Зимбабве на открытие Олимпийских игр 2008 года.